# 860년대
860년대는 860년부터 869년까지를 가리킨다.